# Karl Oskar Medin

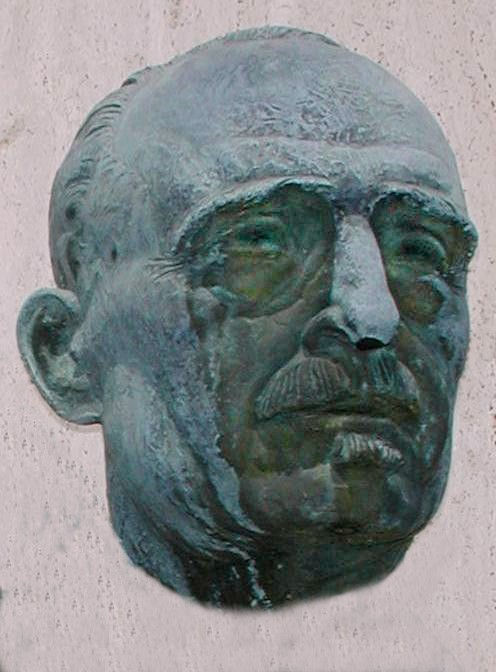
Busto de bronze em homenagem a Medin no Polio Hall of Fame

Karl Oskar Medin (Axberg, Örebro, 14 de agosto de 1847 – Estocolmo, 24 de dezembro de 1927) foi um pediatra sueco, mais conhecido por seus estudos sobre a poliomielite, uma condição também chamada de doença de Heine-Medin, em referência a Medin e Jakob Heine. Medin foi o primeiro a descrever o caráter epidêmico da paralisia infantil.
Medin estudou em Uppsala e Estocolmo e concluiu Doutorado em 1880, pela Universidade de Uppsala. Foi nomeado professor supranumerário do Karolinska Institute em 1883, tornando-se professor de Pediatria no ano seguinte e professor emérito, em 1914.
Além de sua pesquisa em poliomielite, influenciou estudos sobre meningite, escorbuto e tuberculose em crianças.
Em reconhecimento à relevância das suas pesquisas sobre a pólio, foi eleito postumamente para o Polio Hall of Fame em Warm Springs, na Geórgia.